# Conrad N. Jordan
Conrad N. Jordan (* 20. April 1830 in New York City; † 26. Februar 1903) war ein US-amerikanischer Bankier und Regierungsbeamter. Er gehörte der Demokratischen Partei an.

## Werdegang
Conrad N. Jordan wurde mehrere Jahre vor dem Beginn der Wirtschaftskrise von 1837 in New York City geboren. Über seine Kindheit ist nicht bekannt. Im Alter von 13 Jahren begann er in einer Druckerei zu arbeiten und wurde Schriftsetzer. Er ging dieser Tätigkeit bis 1852 nach. Zu jener Zeit wurde er Clerk in der Hanover Bank of New York. Im Laufe der Zeit stieg er zum Hauptbuchhalter auf. Er zog später nach Fishkill (New York), wo er eine Führungsposition in der ansässigen Bank bekam. Während dieser Zeit lernte er Samuel J. Tilden kennen und pflegte eine langjährige Geschäftsbeziehung und Freundschaft mit ihm. Als man die National Western Bank of New York im Jahr 1864 während des Bürgerkrieges gründete, begann er dort als Kassierer zu arbeiten. Jordan wurde zum Experten für öffentliches Rechnungswesen und Währungsumtausch. Im Zuge des Schwarzen Freitags von 1869 war Jordan als Auditor für den Konkursverwalter der Gold-Exchange Bank tätig. 1880 wurde Jordan, zum Teil wegen seiner Beziehung zu Tilden, Treasurer der New York, Ontario and Western Railway. In der Folgezeit betrieb er erfolglos Lobbyarbeit bei der New York State Legislature zu Schaffung einer Entität, welche als United States Exchange and Transfer Company bekannt wurde und als landesweites Clearinghaus fungieren sollte. Jordan unterstützte Grover Cleveland im Vorfeld der Präsidentschaftswahl von 1884 und arbeitete im Wahlkampfteam, welches Pläne zur Reform des Finanzministeriums der Vereinigten Staaten ausarbeitete. Nach der Ernennung von Daniel Manning zum neuen Finanzminister nominierte Präsident Cleveland Jordan für den Posten des Treasurer of the United States. Jordan trat seinen neuen Posten am 1. Mai 1885 an und bekleidete diesen bis zum 23. März 1887. Er wurde 1887 Präsident der Western National Bank of New York. Seine Beteiligung am Pell-Simmons Syndikat war der Versuch die Sixth National Bank an sich zu reißen. Präsident Cleveland benannte Jordan im April 1893 zum Assistant Treasurer of the United States. Nach der Wahl von William McKinley bei der Präsidentschaftswahl von 1896 drängten zahlreiche Bänker, einschließlich des neuen Finanzministers, Lyman J. Gage, Jordan als Assistant Treasurer of the United States zu behalten. Jordan wurde daraufhin im April 1897 wiederernannt.